# Mérges (Szerbia)
Mérges (horvátul, bunyevácul Mirgeš, szerbül Љутово / Ljutovo, németül Ludwiga) település Szerbiában, Vajdaságban, az Észak-bácskai körzetben, Szabadka községben.

## Népesség
Az 1991-es népszámlálás szerint 1182, a 2002-es szerint pedig 1181 lakosa volt. Ebből 379 (32,09%) bunyevác, 308 (26,07%) horvát, 162 (13,71%) magyar, 109 (9,22%) jugoszláv, 91 (7,7%) szerb, 10 (0,84%) szlovák, 6 (0,5%) német, 5 (0,42%) montenegrói, 4 (0,33%) muzulmán, 2 (0,16%) román, 1 (0,08%) roma, 1 (0,08%) bosnyák, 1 (0,08%) ismeretlen.
A falunak 944 nagykorú polgára van, a lakosság átlagéletkora 40,5 év (a férfiaké 38,7, a nőké 42,3). A településen 413 háztartás van, háztartásonként átlagosan 2,86 taggal.
Legnépesebb az 1953-as népszámlálás idején volt, 1891 lakossal.